# Artsvashen
Artsvashen (en armenio Արծվաշեն), también conocido como Bashkend (en azerí: Başkənd) es una pequeña ciudad fundada en 1845, es de iure un enclave de la provincia armenia de Gegharkunik rodeado totalmente por Azerbaiyán, cuya superficie ronda los 40 km², y sus coordenadas son 40°38′N 45°30′E / 40.633, 45.500. Constituía un enclave de Armenia desde 1931, cuando la Unión Soviética cedió el territorio que la conectaba directamente con Armenia a Azerbaiyán, en el marco de una serie de ajustes fronterizos en el Cáucaso meridional. Fue ocupado por Azerbaiyán en la Primera Guerra de Nagorno-Karabaj, quien desde entonces lo controla de facto.

## Historia
La localidad fue fundada en 1854 bajo el nombre de Bashkend (Բաշքենդ) por armenios procedentes de Choratan, que integraba la región histórica de Shamshadin. Sin embargo existen vestigios de una población también armenia por unos escritos que datan de 1607 que fueron encontrados en la iglesia Surb Hovhannes, ubicada dentro del territorio de la actual Artsvashen. En 1922 la localidad luego fue rebautizada como Hin Bashkend (Հին Բաշքենդ), cuyo significado es "Vieja Bashkend", para diferenciarla de otro establecimiento bautizado "Nor Bashkend" (Nueva Bashkend) por migrantes del pueblo original.

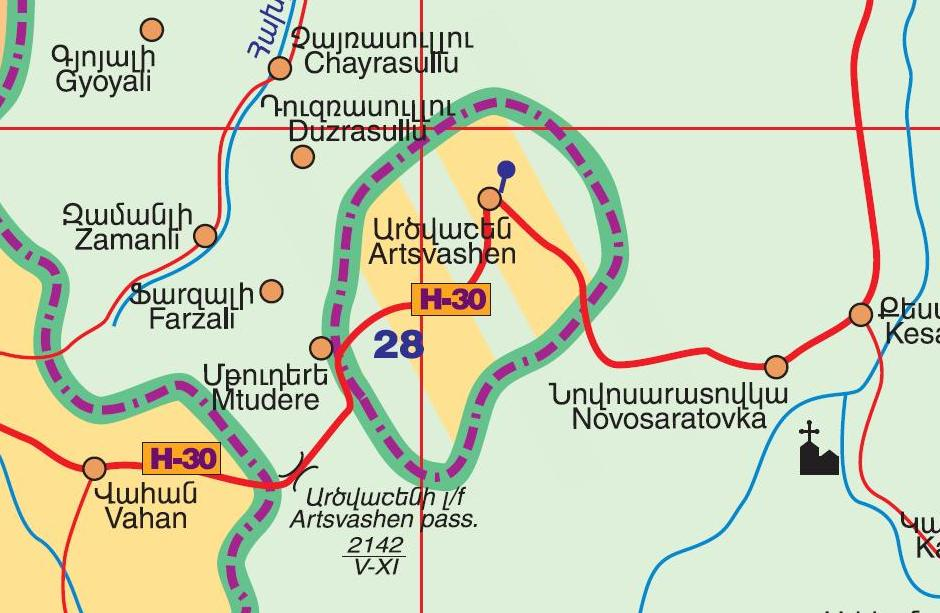
Situación de Artsvashen.

En mayo de 1991, el Ministerio del Interior de Armenia informó que Artsvashen se encontraba evitando la ocupación por parte de tropas soviéticas. Según el New York Times, el 9 de agosto de 1992, la parte azerbaiyana anunció que sus fuerzas armadas invadieron el pueblo, destruyendo tanques y armamento enemigos y matado a 300 "bandidos" armenios, mientras que los informes armenios no mencionaban muertos, pero si hablan de 29 personas desaparecidas.
Acusando a Azerbaiyán de montar una "guerra no declarada", el presidente armenio Levon Ter-Petrosyan envió un telegrama a los líderes de la Comunidad de Estados Independientes diciendo que "la agresión ha sido cometida contra un Estado que es miembro de la CEI y el sistema de seguridad colectiva".
El gobierno de Azerbaiyán ha renombrado la población como Bashkend, y su población actual consiste en refugiados azeríes desplazados desde Nagorno Karabaj tras los desplazamientos de la población derivados del conflicto bélico.

## Reclamaciones de indemnización
En 2009, a los antiguos residentes de la aldea de Artsvashen que seguían residiendo en Chambarak, casi 20 años después se les prometió una compensación del gobierno armenio de seis mil millones de drams por sus propiedades perdidas. En 2011 se entregaron dos pagos de 50 millones de drams y luego uno mayor de 708 millones de drams, en el que unas 2000 personas recibieron unos 360 mil drams cada una. Sin embargo, los nuevos pagos se estancaron, lo que provocó protestas en septiembre de 2018 y diciembre de 2019, exigiendo más fondos para reparar las viviendas en mal estado de Chambarak. El primer ministro armenio, Pashinyan, afirmó que el Estado había cumplido todas sus obligaciones con los refugiados con el dinero ya desembolsado y con la entrega de certificados de vivienda a unas 112 familias.

## Demografía
La línea del tiempo de la población de Artsvashen desde 1831 ha sido como sigue:
| Año  | Población | Nota                            |
| ---- | --------- | ------------------------------- |
| 1873 | 1,015     |                                 |
| 1897 | 1,847     | 100% Iglesia Apostólica Armenia |
| 1908 | 2,687     | Principalmente Armenio          |
| 1911 | 2,687     | Principalmente Armenio          |
| 1914 | 3,079     | Principalmente Tatar            |
| 1915 | 3,079     | Principalmente Tatar            |
| 1926 | 2,909     |                                 |
| 1939 | 4,280     |                                 |
| 1959 | 4,112     |                                 |
| 1970 | 3,368     |                                 |
| 1979 | 2,771     |                                 |
| 2009 | 127       | 100% Azerí                      |